# María Carámbula
María Carámbula (Montevideo, 31 d'octubre de 1968) és una actriu uruguaiana. El seu germà Gabriel Carámbula i el seu pare Berugo Carámbula també són actors. Va tenir un fill amb Pablo Rago el 2002 i va tenir una filla, Catalina, el 1987.

## Filmografia
Cinema
- El buen destino (2005) - Solange
- Cuestión de principios (2009) - Inés

Teatre
- Te llevo en la sangre
- Ella en mi cabeza
- Chiquititas sin Fin (Gran rex): Julia Demont

Televisió
- Amigos son los amigos (1989)
- Poliladron (1994)
- Matrimonios y algo más (1995)
- Como pan caliente (1999) - Marina
- Buenos vecinos (1999) - Nancy
- Campeones de la vida (1999) - Maite
- Femenino masculino (2003) - Alejandra
- Culpable de este amor (2004) - Lorena Villalba
- Chiquititas sin fin (2006) - Julia Anzorena de Dermont
- Vidas robadas (2008) Carla
- Tratame bien (2009) - Caro
- Herencia de amor (2010) - Rita
- Secretos de amor (2010) - Fernanda
- El elegido (2011) - Lucía Planes